# Nolana coelestis
Nolana coelestis ist eine Pflanzenart aus der Gattung Nolana in der Familie der Nachtschattengewächse (Solanaceae).

## Beschreibung
Nolana coelestis ist ein 30 bis 50 cm hoher, ausdauernder Strauch mit aufrechten, auseinanderstrebend verzweigten, gefurchten Stängeln. Er ist dicht belaubt und mit klebrigen, einfachen und verzweigten, drüsigen und nichtdrüsigen Trichomen behaart. Die Laubblätter sind 3 bis 10 mm lang, stehen wechselständig und sind linealisch oder heidekrautartig.
Die Blüten stehen einzeln an 1 cm langen Blütenstielen. Der Kelch ist etwa 8 mm lang, glockenförmig und mit fünf pfriemförmigen Zähnen besetzt, der Rand ist zurückgerollt. Die Krone ist etwa 3 cm lang, hellblau und trichterförmig. Die Staubblätter treten in zwei verschiedenen Formen auf. Die längeren sind etwa 14 mm lang, die kürzeren 12 mm. An der Basis sind die Staubfäden verbreitert und klebrig behaart. Der Blütenboden ist schüsselförmig und besitzt einen geschwungenen Rand. Der Griffel ist oberständig und steht über die Staubblätter hinaus.
Die Früchte bestehen aus drei Teilfrüchten, die jeweils eine große Anzahl an Samen enthalten.

## Vorkommen
Nolana coelestis kommt in den chilenischen Regionen Atacama bis Coquimbo vor und wächst dort in Küstennähe in Höhen zwischen 100 und 800 m.